# Nordheim am Main
Nordheim am Main (eller: Nordheim a.Main) er en kommune i Landkreis Kitzingen i Regierungsbezirk Unterfranken, i den tyske delstat Bayern. Den er en del af Verwaltungsgemeinschaft Volkach.

## Geografi
Nordheim am Main ligger omkring 20 km nordøst for Würzburg i Maindalen på Weininsel, som er dannet mellem et naturligt flodsving og Main-Donau-Kanalen. Landskabet er præget af vindyrkning.

## Nabokommuner
Kommunen grænser mod vest til Escherndorf og Köhler, mod nord til Astheim, og tre bydele af Volkach, mos øst til Volkach og mod syd til Sommerach.